# Mistrzostwa Świata w Lekkoatletyce 2019 – trójskok mężczyzn
Trójskok mężczyzn – jedna z konkurencji technicznych rozegranych podczas lekkoatletycznych mistrzostw świata w Dosze.

## Terminarz
Źródło: worldathletics.org.
| Data        | Godzina |              |
| ----------- | ------- | ------------ |
| 27 września | 19:25   | Kwalifikacje |
| 29 września | 21:45   | Finał        |

## Rekordy
Tabela prezentuje rekord świata, rekord mistrzostw świata, rekordy kontynentów oraz najlepszy wynik na listach światowych w sezonie 2019 przed rozpoczęciem mistrzostw.
|                            | Zawodnik         | Wynik | Miejsce     | Data                      |
| -------------------------- | ---------------- | ----- | ----------- | ------------------------- |
| Rekord świata              | Jonathan Edwards | 18,29 | Göteborg    | 7 sierpnia 1995(dts)      |
| Listy światowe             | Will Claye       | 18,14 | Long Beach  | 29 czerwca 2019(dts)      |
| Rekord mistrzostw świata   | Jonathan Edwards | 18,29 | Göteborg    | 7 sierpnia 1995(dts)      |
| Rekord Afryki              | Tarik Bouguetaïb | 17,37 | Al-Chamisat | 14 lipca 2007(dts)        |
| Rekord Azji                | Li Yanxi         | 17,59 | Jinan       | 26 października 2009(dts) |
| Rekord Ameryki Północnej   | Christian Taylor | 18,21 | Pekin       | 27 sierpnia 2015(dts)     |
| Rekord Ameryki Południowej | Jadel Gregório   | 17,90 | Belém       | 20 maja 2007(dts)         |
| Rekord Europy              | Jonathan Edwards | 18,29 | Göteborg    | 7 sierpnia 1995(dts)      |
| Rekord Australii i Oceanii | Ken Lorraway     | 17,46 | Londyn      | 7 sierpnia 1982(dts)      |

## Wyniki

### Kwalifikacje
Awans: 17,10 (Q) lub dwanaście najlepszych rezultatów (q). Źródło: worldathletics.org.
| Pozycja | Grupa | Zawodnik             | Państwo                            | Runda | Runda | Runda | Wynik | Uwagi |
| Pozycja | Grupa | Zawodnik             | Państwo                            | 1     | 2     | 3     | Wynik | Uwagi |
| ------- | ----- | -------------------- | ---------------------------------- | ----- | ----- | ----- | ----- | ----- |
| 1.      | A     | Pedro Pablo Pichardo | Portugalia                         | 17,38 |       |       | 17,38 | Q     |
| 2.      | A     | Fabrice Zango        | Burkina Faso                       | 16,60 | 17,17 |       | 17,17 | Q     |
| 3.      | B     | Christian Taylor     | Stany Zjednoczone                  | 16,99 | 16,94 | –     | 16,99 | q     |
| 4.      | A     | Donald Scott         | Stany Zjednoczone                  | x     | 16,47 | 16,99 | 16,99 | q     |
| 5.      | A     | Will Claye           | Stany Zjednoczone                  | 16,83 | 15,25 | 16,97 | 16,97 | q     |
| 6.      | B     | Alexis Copello       | Azerbejdżan                        | 16,67 | x     | 16,95 | 16,95 | q     |
| 7.      | B     | Jordan Díaz          | Kuba                               | 16,61 | 16,60 | 16,93 | 16,93 | q     |
| 8.      | A     | Almir dos Santos     | Brazylia                           | 16,92 | –     | 16,21 | 16,92 | q     |
| 9.      | B     | Yaoqing Fang         | Chińska Republika Ludowa           | x     | 16,92 | x     | 16,92 | q     |
| 10.     | B     | Ruiting Wu           | Chińska Republika Ludowa           | x     | 16,90 | 16,80 | 16,90 | q     |
| 11.     | A     | Cristian Nápoles     | Kuba                               | 16,84 | 16,75 | 16,88 | 16,88 | q     |
| 12.     | B     | Necati Er            | Turcja                             | x     | 16,65 | 16,87 | 16,87 | q     |
| 13.     | B     | Omar Craddock        | Stany Zjednoczone                  | 16,87 | x     | x     | 16,87 |       |
| 14.     | B     | Dmitrij Sorokin      | Autoryzowani lekkoatleci neutralni | 16,68 | x     | 16,86 | 16,86 |       |
| 15.     | B     | Nelson Évora         | Portugalia                         | 16,26 | 16,67 | 16,80 | 16,80 |       |
| 16.     | A     | Yaming Zhu           | Chińska Republika Ludowa           | 16,79 | 16,75 | 16,48 | 16,79 |       |
| 17.     | B     | Benjamin Williams    | Wielka Brytania                    | 15,89 | 16,77 | 15,55 | 16,77 |       |
| 18.     | A     | Aleksiej Fiodorow    | Autoryzowani lekkoatleci neutralni | 16,49 | 16,71 | 16,16 | 16,71 |       |
| 19.     | A     | Nazim Babayev        | Azerbejdżan                        | 16,65 | 16,38 | 16,51 | 16,65 |       |
| 20.     | A     | Yasser Triki         | Algieria                           | 16,34 | 16,62 | 16,51 | 16,62 |       |
| 21.     | B     | Georgi Conow         | Bułgaria                           | x     | 16,61 | 16,08 | 16,61 |       |
| 22.     | A     | Benjamin Compaoré    | Francja                            | 16,59 | 16,35 | 16,15 | 16,59 |       |
| 23.     | A     | Simo Lipsanen        | Finlandia                          | 16,44 | 16,47 | x     | 16,47 |       |
| 24.     | A     | Andy Díaz            | Kuba                               | x     | 16,41 | 16,39 | 16,41 |       |
| 25.     | A     | Chengetayi Mapaya    | Zimbabwe                           | 14,80 | x     | 16,36 | 16,36 |       |
| 26.     | B     | Jean-Marc Pontvianne | Francja                            | 16,02 | 16,31 | x     | 16,31 |       |
| 27.     | B     | Alexsandro Melo      | Brazylia                           | 15,90 | 16,26 | x     | 16,26 |       |
| 28.     | A     | Latario Collie-Minns | Bahamy                             | 16,26 | x     | x     | 16,26 |       |
| 29.     | B     | Lewon Aghasjan       | Armenia                            | 16,24 | 15,98 | 16,04 | 16,24 |       |
| 30.     | B     | Lathone Collie-Minns | Bahamy                             | 15,62 | 13,50 | 15,89 | 15,89 |       |
| 31.     | A     | Ruslan Kurbanow      | Uzbekistan                         | x     | 15,86 | x     | 15,86 |       |
| 32.     | A     | Andrea Dallavalle    | Włochy                             | x     | 14,63 | 15,09 | 15,09 |       |
| 33.     | B     | Jordan Scott         | Jamajka                            | 14,73 | –     | –     | 14,73 |       |

### Finał
Źródło: worldathletics.org.
| Pozycja | Zawodnik             | Państwo                  | #1    | #2    | #3    | #4    | #5    | #6    | Wynik | Uwagi |
| ------- | -------------------- | ------------------------ | ----- | ----- | ----- | ----- | ----- | ----- | ----- | ----- |
| 01 !    | Christian Taylor     | Stany Zjednoczone        | x     | x     | 17,42 | 17,86 | 17,92 | 17,54 | 17,92 | SB    |
| 02 !    | Will Claye           | Stany Zjednoczone        | 17,61 | 17,72 | 17,53 | 17,74 | 17,74 | 17,66 | 17,74 |       |
| 03 !    | Fabrice Zango        | Burkina Faso             | 17,18 | 17,46 | 17,29 | x     | 17,56 | 17,66 | 17,66 | AF    |
| 4.      | Pedro Pablo Pichardo | Portugalia               | 17,49 | 17,28 | 17,49 | 17,62 | 17,60 | 17,00 | 17,62 | SB    |
| 5.      | Cristian Nápoles     | Kuba                     | 17,36 | 17,38 | x     | x     | –     | –     | 17,38 | PB    |
| 6.      | Donald Scott         | Stany Zjednoczone        | x     | 16,57 | 17,05 | x     | 15,08 | 17,17 | 17,17 |       |
| 7.      | Alexis Copello       | Azerbejdżan              | x     | x     | 17,10 | x     | x     | –     | 17,10 | SB    |
| 8.      | Jordan Díaz          | Kuba                     | 15,88 | 16,86 | 17,10 | 16,86 | 17,06 | 16,69 | 17,06 |       |
| 9.      | Ruiting Wu           | Chińska Republika Ludowa | 16,97 | 16,86 | 16,88 | NQ    | NQ    | NQ    | 16,97 |       |
| 10.     | Yaoqing Fang         | Chińska Republika Ludowa | 15,94 | 16,42 | 16,65 | NQ    | NQ    | NQ    | 16,65 |       |
| 11.     | Necati Er            | Turcja                   | 16,34 | x     | 15,62 | NQ    | NQ    | NQ    | 16,34 |       |
| 12.     | Almir dos Santos     | Brazylia                 | x     | x     | 15,01 | NQ    | NQ    | NQ    | 15,01 |       |